# Centro Olímpico Vuliagmeni
El Centro Olímpico Vuliagmeni es una instalación deportiva que, durante los Juegos Olímpicos de 2004 celebrados en Atenas (Grecia), acogió la competición de triatlón. Las instalaciones cuentan con un aforo disponible para 3.600 personas (aunque fue reducido a 2200 para los eventos olímpicos) y se sitúa en Vouliagmeni, un municipio costero que se encuentra a 20 km al sureste de la capital griega.